# Per Berglund (konstnär)

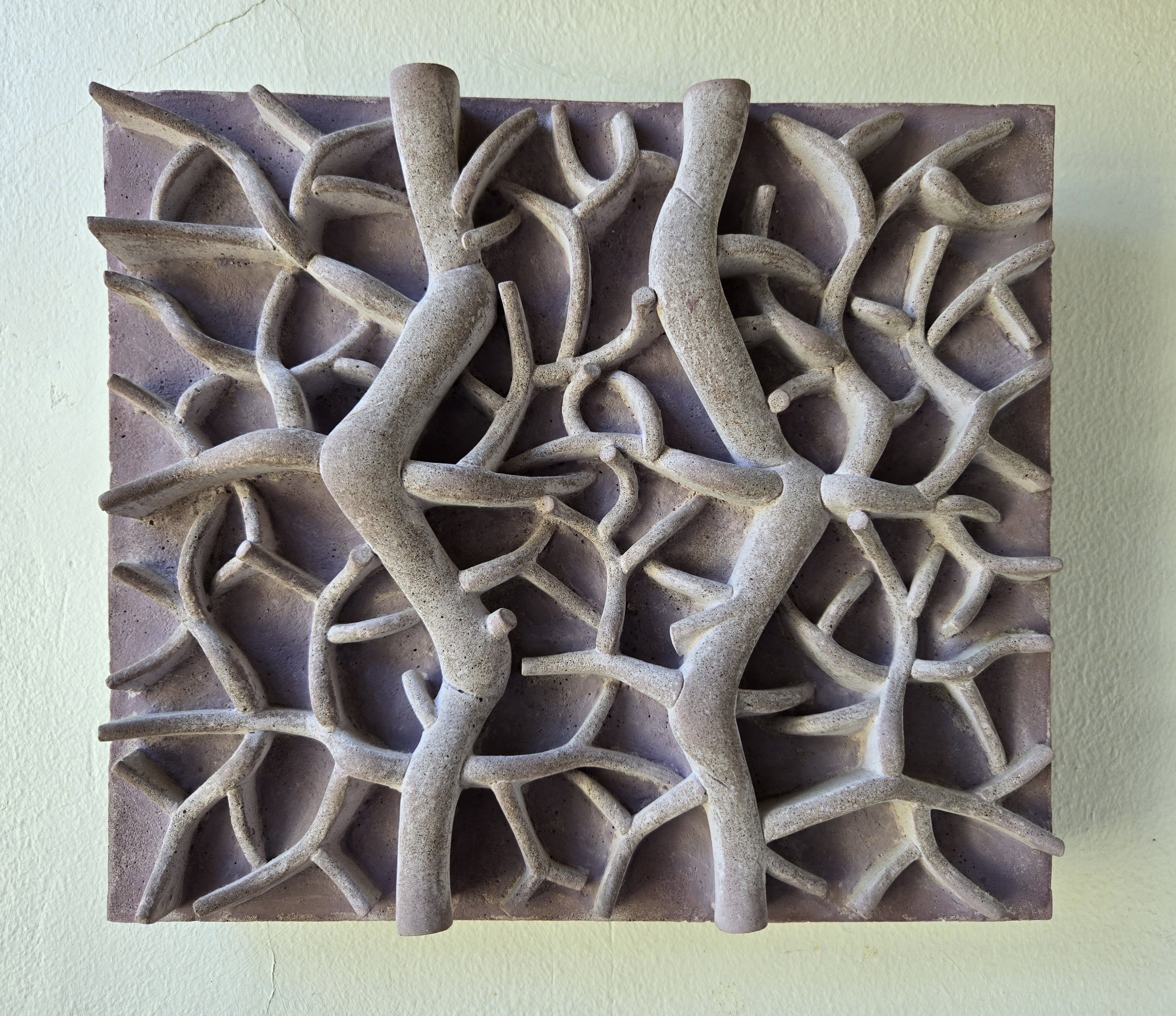
"Trädform II" (1999) 24,5 x 21,5 cm av Per Berglund (f.1947).

Per Berglund, född 1947, är en svensk konstnär. Utbildad bland annat vid Konstakademin, Konsthögskolan Skultpturskolan och Valand. Han invaldes som ledamot av Kungliga Akademien för de fria konsterna 1995.

## Offentliga verk i urval
- Relief i låda Skulptur/Relief 1975, Huddinge sjukhus.[4]
- Tyresö gymnasium, 1982.[5]
- Fågelhuvud, bronsrelief (1982) 1985, Utrikesbyrån, Guatemala ambassad.[6]
- Fåglars möte, Relief, polyester, (1984) 1985, Tomteboda Post-terminal.[7]
- Organiskt, skulptur,1987, KTH.[8]
- Galler, rostfritt stål, Folkets Park, Hemdalsvägen, Västerås.[9]
- Utan titel (Bältdjur),Skulptur/Betong, Relief 1989 Landstingets konstpool.[10]
- Utan titel (Bältdjur) Skulptur/Relief 1989  Huddinge sjukhus.[11]
- Message to Albert A., gjutjärn/betong skulptur, (1989) 1990, Allmänna Advokatbyrån Gävle.[12]
- Posthornet, Betong, 1994, KI Novumbiblioteket, Huddinge.[13]
- Fragment I, betong, (1987)1995, Statens Fastighetsverk Oxenstiernska och Beijeska husen.[14]
- Våroffer, brons, (1971) 1995, Ambassaden, Seoul.[15]
- Posthornet II, Betong, 1988 inköpt 1995. Ambassaden, Tallinn.[16]
- Kvistar I, Betong, (1990) 1995, Ambassaden, Tallinn.[17]
- Runa för vind och vatten, 1995, Det svenska EU-kansliet, Bryssel.[18][19]
- Mellan grundvatten och stora hangarer, brons, (1972-1987) 1995, Lokala skattemyndigheten, Borlänge.[20]
- Trädformationer, Spiralformation & Lövformation, 1999, Karolinska institutet.[21]
- Fågelhuvud, Skulptur/Betong, Relief 2007 Sabbatsbergs sjukhus[22]

### Moderna museet
- Juriskt, 1976. Skulptur betong inköp 1977[23]

## Utställningar i urval
- Konstsalongen Samlaren: 1971, FYRA skulptörer FYRA objekt. Per Berglund, Peter Hellbom, Beth Laurin, Jens Tydén (samlingsutställning)[24]
- SAK, Sveriges Allmänna Konstförening, Konstakademien, Skulptur Hösten 1989, (samlingsutställning) 1989.[25]
- Thielska Galleriet: 1994 (separatutställning)[26]
- Thielska Galleriet: 2004 (samlingsutställning)[27]
- Argo Galleri, Stockholm 2007 (separatutställning)[28][29]

## Priser och stipendier
Konstakademins stipendium 1978
Stipendium ur Stiftelsen Clarence och Else Blums fond 2006 med motiveringen ”ett väl presterat konstnärskap med stark egen lyskraft”.